# Sörträsket (Malå socken, Lappland)
Sörträsket är en sjö i Malå kommun i Lappland och ingår i Umeälvens huvudavrinningsområde. Sjön har en area på 0,212 kvadratkilometer och ligger 351,6 meter över havet.

## Delavrinningsområde
Sörträsket ingår i det delavrinningsområde (723562-161915) som SMHI kallar för Utloppet av Brännässjön. Medelhöjden är 372 meter över havet och ytan är 13,25 kvadratkilometer. Räknas de 4 avrinningsområdena uppströms in blir den ackumulerade arean 42,02 kvadratkilometer. Mattjokbäcken (Kvarnbäcken) som avvattnar avrinningsområdet har biflödesordning 3, vilket innebär att vattnet flödar genom totalt 3 vattendrag innan det når havet efter 253 kilometer. Avrinningsområdet består mestadels av skog (76 procent). Avrinningsområdet har 2,19 kvadratkilometer vattenytor vilket ger det en sjöprocent på 16,5 procent.